# Matri mia
Matri Mia è il secondo ed ultimo album dei Banda Ionica prodotto dalla Felmay  nel 2002.
L'album vedeva anche la partecipazione di Mauro Ermanno Giovanardi, Cristina Zavalloni e Vinicio Capossela

## Tracce
1. Intro Espinita
2. Espinita
3. Come l'aria
4. Ombra sacra
5. Raïssa
6. Giocondità
7. Mi votu e mi rivotu
8. Santissima dei naufragati
9. S. S. Cristo alla colonna
10. E vui durmite ancora
11. Lorenzo in Sicilia